# David Prowse
David Charles "Dave" Prowse, född 1 juli 1935 i Bristol, död 28 november 2020 i London, var en brittisk skådespelare, kroppsbyggare och tyngdlyftare. Som skådespelare är han mest känd för sin roll som Darth Vader i filmerna Stjärnornas krig, Rymdimperiet slår tillbaka och Jedins återkomst (Darth Vaders röst lästes dock av James Earl Jones).
Prowse avled i sviterna av Covid-19.